# Seve Trophy
El Seve Trophy fue un torneo masculino de golf disputado desde 2000 hasta 2013, que enfrentaba a la selección de Gran Bretaña e Irlanda contra la de Europa Continental. Se jugaba cada dos años, alternándose con la Copa Ryder, y figuraba como torneo no oficial del European Tour. El torneo llevaba el nombre del golfista español Seve Ballesteros.
El formato de disputa del Seve Trophy era similar al de la Copa Ryder y la Copa de Presidentes, aunque varió a lo largo de los años. Se jugaban partidos en modalidad match play, de tipo individual, fourball, foursomes y greensomes.

## Resultados
| Año  | Sede                  | Equipo                 | Marcador  |
| ---- | --------------------- | ---------------------- | --------- |
| 2000 | Sunningdale           | Europa Continental     | 13½ - 12½ |
| 2002 | Druids Glen           | Gran Bretaña e Irlanda | 14½ - 11½ |
| 2003 | Parador El Saler      | Gran Bretaña e Irlanda | 15 - 13   |
| 2005 | Wynyard               | Gran Bretaña e Irlanda | 16½ - 11½ |
| 2007 | The Heritage          | Gran Bretaña e Irlanda | 16½ - 11½ |
| 2009 | Saint-Nom-la-Bretèche | Gran Bretaña e Irlanda | 16½ - 11½ |
| 2011 | Saint-Nom-la-Bretèche | Gran Bretaña e Irlanda | 15½ - 12½ |
| 2013 | Saint-Nom-la-Bretèche | Europa Continental     | 15 - 13   |

### Resultado Total
| Equipo                 | Victorias | Derrotas |
| ---------------------- | --------- | -------- |
| Gran Bretaña e Irlanda | 6         | 2        |
| Europa Continental     | 2         | 6        |

## Golfistas destacados
| Gran Bretaña e Irlanda - Paul Casey - Nick Dougherty - David Howell - Lee Westwood - Justin Rose - Pádraig Harrington - Paul McGinley - Colin Montgomerie - Paul Lawrie | Europa Continental - Miguel Ángel Jiménez - José María Olazábal - Thomas Björn - Peter Hanson - Robert Karlsson - Niclas Fasth - Alex Cejka - Raphaël Jacquelin - Francesco Molinari |